# Islas de Mohn
Las islas de Mohn o islas Mona (en ruso: Острова Мона, Ostrova Mona) es un grupo de pequeñas islas dispersas que están cubiertas con vegetación de tundra. Se encuentran en el mar de Kara, alrededor de 30 km al norte de la costa occidental de la península de Taimir en Siberia, Rusia. 
El mar que rodea las islas de Mohn está cubierto de hielo en el invierno, que es crudo y largo. Hay hielos flotantes incluso en verano. La isla Kravkov (Остров Кравкова, ostrov Kravkova) es una de las islas más grandes, pero aun así es sólo de 3 km².
La pequeña isla Gerkules (Остров Геркулес, ostrov Gerkules), ubicada en el medio del grupo, recibe su nombre del perdido barco del explorador Vladímir Rusanov. 
La isla Ringnes (Остров Рингнес, ostrov Ringnes) ubicada en el extremo occidental del grupo, recibió su nombre de la fábrica de cervezas noruega Ringnes que financió las expediciones árticas de Otto Sverdrup. Otras islas se llaman Granitnyy (Остров Гранитный, ostrov Granitii) y Krainiy (Остров Крайний, ostrov Krainii).
Fue Fridtjof Nansen quien les puso el nombre a las islas de Mohn, por Henrik Mohn, un meteorólogo noruego. Mohn desarrolló y publicó las observaciones meteorológicas de varias expediciones polares, incluyendo las de Nansen en la Expedición Fram (1893-96). «Mona» es un caso genitivo en ruso, que significa «(islas) de Mon» y este es el nombre que al final ha quedado, especialmente desde que los alemanes utilizaron las que ellos llamaban "Mona Inseln", basándose en la expresión rusa del nombre, durante sus campañas en la Segunda Guerra Mundial. Puede encontrarse esta forma, «islas Mona» en atlas y mapas.
Este grupo de islas pertenece a la división administrativa del krai de Krasnoyarsk de la Federación Rusa. 

## Historia

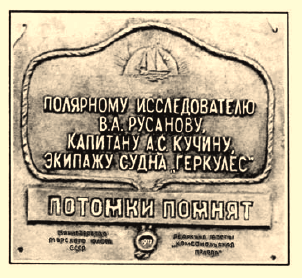
Placa conmemorativa de la expedición de Vladímir Rusanov que se perdió en esta zona del mar de Kara. Esta placa se encuentra en la isla Gerkules, que recibe su nombre del barco de Rusanov.

Los estudiosos rusos consideran que Vladímir Rusanov y su infortunado grupo desaparecieron en algún lugar de esta zona de las islas de Mohn. Se encontraron restos en 1934 en la isla Gerkules, incluyendo un mástil de madera con la inscripción «Gerkules 1913», viejos trineos rotos y un fragmento de una caja de cartuchos. Otros restos se encuentran en Popova Chukchina, una isla de otro grupo no muy lejano (islas Kolosovij) durante una expedición organizada en 1937 por el Instituto Ártico de la Unión Soviética. 
Durante la Segunda Guerra Mundial hubo mucha actividad cerca de estas islas aisladas. El crucero pesado de la Kriegsmarine llamada Admiral Scheer, bajo el comandante Wilhelm Meendsen-Bohlken, los destructores Friedrich Eckoldt, Erich Steinbrinck y Richard Beitzen, entraron en el mar de Kara junto con los submarinos U 601 (Capitán Grau) y U 251 (Teniente Capitán Timm) en agosto de 1942, para destruir los buques de guerra soviéticos. 
Los alemanes sabían que muchos barcos de la flota soviética habían buscado refugio en el mar de Kara debido a la protección que su banquisa de hielo proporcionaba diez meses al año. Su operación naval a gran escala para entrar en el mar de Kara y destruir todos los buques soviéticos que pudieran recibió el nombre de Operación Wunderland.
Desde mayo de 1993 las islas Mohn son parte de la Gran Reserva Natural del Ártico, la mayor reserva natural de Rusia.